# Iuri Xautsou
Iuri Xautsou   (Slutsk, 16 de desembre de 1959) és un jugador d'handbol belarús, ja retirat, que va competir entre finals de dècada de 1970 i començaments de la de 1990. Un cop retirat passà a exercir d'entrenador en diferents equips d'handbol.
El 1988 va prendre part en els Jocs Olímpics de Seül, on guanyà la medalla d'or en la competició d'handbol. En el seu palmarès també destaca una medalla d'or al Campionat del Món d'handbol de 1982.
A nivell de clubs jugà al SKA Minsk (1978-1992) i SV Blau-Weiß Spandau (1992-1993). En el seu palmarès destaquen sis edicions de la lliga soviètica (1981, 1984, 1985, 1986, 1988, 1989), tres edicions de la copa soviètica (1980, 1981, 1982), la Copa d'Europa de 1987, 1989, 1990, la Recopa d'Europa de 1983, 1988 i la Supercopa d'Europa de 1983.
Una vegada retirat passà a exercir d'entrenador en diferents equips d'handbol, primer alemanys com el SV Blau-Weiß Spandau, TBV Lemgo, TuSEM Essen i Rhein-Neckar Löwen, i des del 2009 de la selecció d'handbol de Belarús.